# Liste der Universitäten in Aserbaidschan
Dies ist eine Liste der Universitäten in Aserbaidschan.

## Universitäten

### Staatliche Universitäten
- Aserbaidschanische Tourismus- und Management-Universität
- Aserbaidschanische Medizinische Universität „N. Narimanov“, Baku
- Aserbaidschanische Sprachenuniversität, Baku
- Aserbaidschanische Staatliche Öl- und Industrie-Universität, Baku
- Aserbaidschanische Staatliche Pädagogische Universität, Baku
- Aserbaidschanische Staatliche Universität für Kultur und Kunst, Baku
- Aserbaidschanische Staatliche Wirtschaftsuniversität, Baku
- Aserbaidschanische Technische Universität, Baku
- Aserbaidschanische Universität für Bauingenieurwesen, Baku
- Architektur- und Bauuniversität Aserbaidschan (ABUA), Baku
- Slawische Universität Baku
- Staatliche Universität Baku „M. A. Rasulzadeh“
- Staatliche Universität Gəncə
- Staatliche Universität Lənkəran
- Staatliche Universität Naxçıvan „Y. Mammadaliyev“
- Staatliche Universität Sumqayıt

### Private Universitäten
- Französisch-Aserbaidschanische Universität, Baku
- Aserbaidschanische Internationale Universität, Baku
- Islamische Universität Baku
- Kaukasusuniversität, Baku
- Khazar University, Baku
- Westliche Universität, Baku

## Sonstige Hochschulen
- Aserbaidschanisches Institut für Genossenschaftswesen, Baku
- Aserbaidschanisches Institut für Industrie, Baku
- Aserbaidschanisches Institut für Management der Volkswirtschaft, Baku
- Aserbaidschanisches Institut für Technologie, Baku
- Aserbaidschanische Landwirtschaftsakademie „S. Agamalioglu“, Baku
- Aserbaidschanische Marineakademie, Baku
- Aserbaidschanisches Pädagogisches Institut für Russische Sprache und Literatur „M. F. Akhundov“, Baku
- Aserbaidschanisches Staatliches Institut für Körperkultur, Baku
- Aserbaidschanisches Volkswirtschaftsinstitut, Baku
- Handelsinstitut Baku
- Höhere Polizeiakademie, Baku
- Internationale Akademie für Pädagogik, Baku
- Institut für Sozialmanagement und Politikwissenschaft, Baku
- Militärhochschule der Kaspischen Flotte, Baku
- Musikakademie Baku „U. Hajibayov“
- Nationale Luftfahrtakademie „Y. Aliyev“, Baku
- Polytechnisches Institut Mingachevir
- Staatliches Pädagogisches Institut Gandscha „H. Zardabi“